# Otrokovice
Otrokovice (v letech 1939–1946 Baťov, 1960–1964 Otrokovice-Kvítkovice, německy Otrokowitz) jsou druhé největší město v okrese Zlín ve Zlínském kraji, leží 10 km jihozápadně od Zlína na soutoku Moravy a Dřevnice. Místní části, někdejší samostatné vesnice, jsou Otrokovice a Kvítkovice. Žije zde přibližně 17 tisíc obyvatel.
Leží na rozhraní tří moravských národopisných regionů – Slovácka, Valašska a Hané. Střídavě bývá řazeno ke všem uvedeným regionům. Jeho přiřazení k Hané je dáno tím, že původní obce, z nichž město vyrostlo, byly hanácké. Ovšem podle převládajícího slováckého nářečí (dle Ústavu pro jazyk český) je možno město řadit též ke Slovácku. Od roku 1933 se pro celé město začalo neoficiálně používat pojmenování Baťov. K právnímu zakotvení tohoto názvu došlo však až v červnu 1939. Název Baťov byl odebrán v roce 1946.

## Název
Jméno vesnice Otrokovici bylo odvozeno od osobního jména Otrok a jeho význam byl "Otrokovi lidé" (u slova otrok jsou ze slovanských jazyků doloženy významy "chlapec", "šibeničník, všivák", "dělník, nádeník", "páže, člen družiny", "vysloužilý voják", "nevolník, otrok"; který z těchto významů byl užíván na Moravě v době vzniku jména Otrokovic, nelze stanovit).

## Historie

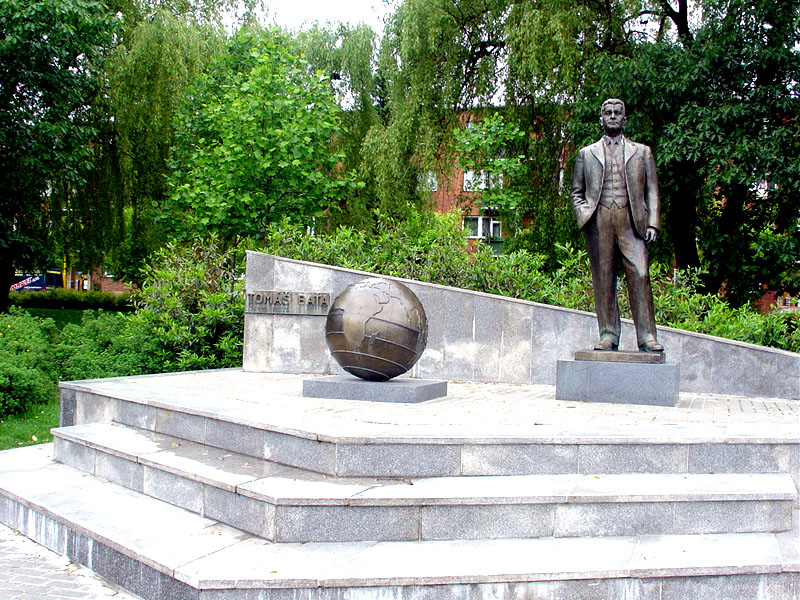
Socha Tomáše Bati v otrokovickém parku

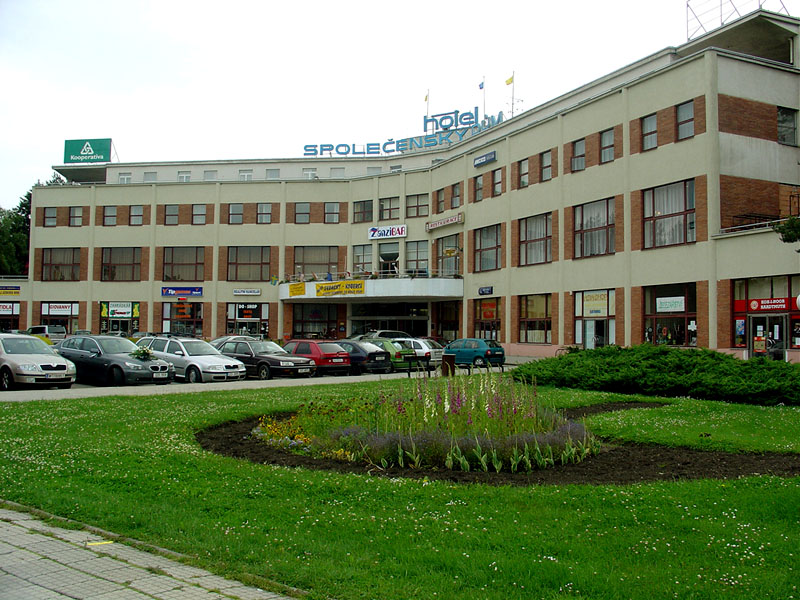
Společenský dům

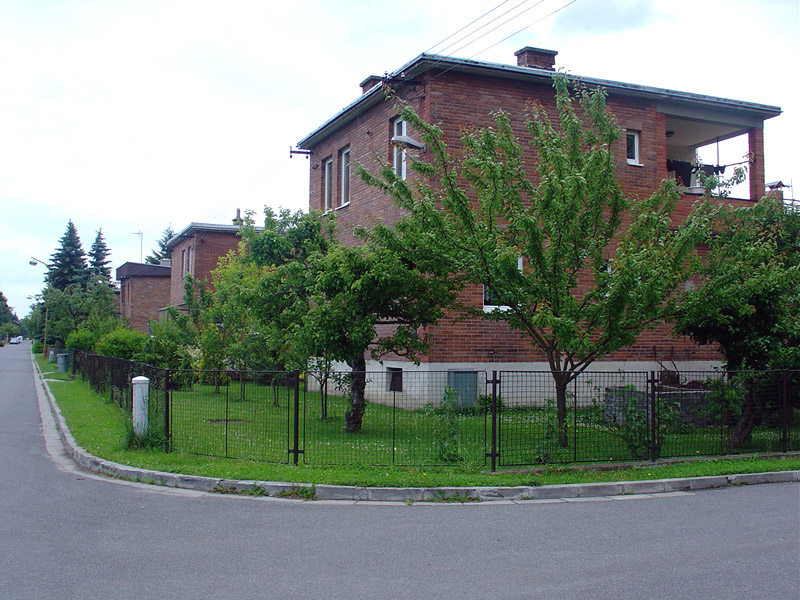
Baťovy domky v Otrokovicích

Archeologické nálezy objevené v katastru města svědčí o tom, že toto území je osídleno už od mladší doby kamenné. První písemná zmínka o Otrokovicích je obsažena v listině olomouckého biskupa Jindřicha Zdíka (nové historické bádání ji datuje rokem 1141). Až do poloviny 14. století byly Otrokovice církevním majetkem, pak přešly do rukou světských a byly poznamenány jak léty sporů mezi feudálními rody, tak obdobím rozkvětu, kdy tu začaly růst usedlosti a grunty a rozvíjelo se rybníkářství. Asi roku 1576 byla v Otrokovicích postavena tvrz, která se stala centrem menšího panství vyděleného z Malenovic. To zaniklo ve 2. polovině 17. století přikoupením k velkému rottalovskému dominiu Napajedla. Ve 2. polovině 18. století byla tvrz nahrazena loveckým zámečkem a v jeho sousedství vznikla novostavba mohutné barokní sýpky.
V 19. století patřily Otrokovice a Kvítkovice do oblasti východní Hané. Jednalo se o poslední hanácké obce, neboť sousední Malenovice již k regionu Hané nepatřily. Podle soupisu obyvatel měly roku 1843 Otrokovice 804 a Kvítkovice 363 obyvatel. V roce 1841 byla vybudována železniční trať pojmenovaná tehdy jako Severní dráha císaře Ferdinanda, která vedla z Vídně přes Břeclav a Ostravsko do Bochni v dnešním Polsku. Železniční zastávka však byla v Otrokovicích zřízena až v roce 1882. Roku 1899 byla do provozu uvedena přípojná lokální trať Otrokovice–Zlín–Vizovice.
V roce 1930 rozhodl koncern Baťa s ohledem na nedostatek vody a dopravní komplikace ve Zlíně o vybudování pobočného závodu v Otrokovicích. Pro výstavbu byly vybrány pozemky zvané Bahňák a Menšov u řeky Moravy na hlavní železniční trati Přerov – Břeclav. Výstavba sídliště byla zahájena v září 1930 podle urbanistického plánu Františka Lýdie Gahury. V tomto plánu je také poprvé uveden název Baťov, zprvu jen pro firemní čtvrť. Prvních osm továrních objektů bylo postaveno v roce 1931. Pracemi na Bahňáku byl pověřen Jan Antonín Baťa. Problém jak zvednout terén kvůli podmáčenému terénu, vyřešil zcela originální myšlenkou, která se stala později i spouštěčem udělení titulu doctor honoris causa. Šlo o metodu splavování zeminy z kopce Tresný na protějším břehu řeky Moravy proudem vody dřevěným korytem až na místo stavby. V následujícím období je realizována další výstavba. Na volné ploše je zřízeno také hlavní letiště pro Zlín. V červenci 1932 zde nedlouho po startu zahynul při leteckém neštěstí šéf koncernu Tomáš Baťa. To také vyvolalo zájem koncernu na oficiální zavedení názvu Baťov pro celé město, což bylo uskutečněno v roce 1939. Do roku 1944 bylo postaveno 409 domů s 689 byty, v nichž bydlelo tři tisíce zaměstnanců. Ředitelem zdejších Baťových pobočných závodů (BAPOZ) byl chvíli i švagr Jana Antonína Bati – Josef Hlavnička. V roce 1938 je uveden do provozu Baťův plavební kanál, jehož severní vyústění bylo v přístavu v areálu továrny. Další baťovské projekty však zpomalila nebo zastavila válka. Po druhé světové válce byl BAPOZ znárodněn, v plánované výstavbě se nepokračovalo. V roce 1946 byl městu navrácen název Otrokovice. Označení Baťov se však nadále neoficiálně používalo pro čtvrť Bahňák. Rozhodnutím vedení města byl na začátku roku 2023 Bahňák přejmenován na Baťov.
Od 1. ledna 1949 byly Otrokovice a Kvítkovice součástí města Gottwaldova jako jeho XI. a X. městská čtvrť. Ke spojení Otrokovic a Kvítkovic došlo v roce 1960. Roku 1964 byly Otrokovice povýšeny na město.
V 70. a 80. letech 20. století došlo k dalšímu výraznému zásahu do života města. V důsledku mohutné bytové výstavby opět podstatně vzrostl počet obyvatel, tentokrát na více než dvojnásobek. Z Otrokovic se stalo dvacetitisícové město. Tato změna zároveň znamenala faktickou likvidaci původních Otrokovic – nové paneláky se stavěly přímo v centru města, na území bývalé vesnice Otrokovice. Tradiční zástavba byla z větší části „srovnána se zemí“ a namísto ní vyrostlo centrální sídliště. Zároveň byly demolovány památky lovecký zámeček a sýpka. Dnes tato část města nese název Střed. V nových panelácích pak našli bydlení obyvatelé původní i nově příchozí.
Kvítkovice si naproti tomu do dnešních dnů zachovaly svoji identitu připomínající venkovskou pospolitost.

### Části, z nichž město vzniklo
- Otrokovice – původně vesnice. Podle ní má dnešní město svůj název.
- Kvítkovice – původně vesnice. Dnes místní část s vlastním katastrálním územím.
- Baťov – sídliště s továrnou koncernu Baťa (Baťovy pomocné závody). Nemá vlastní katastrální území a leží na katastrálním území Otrokovice. Do konce roku 2022 se místní část oficiálně nazývala Bahňák (původně Bahniak).

## Pamětihodnosti

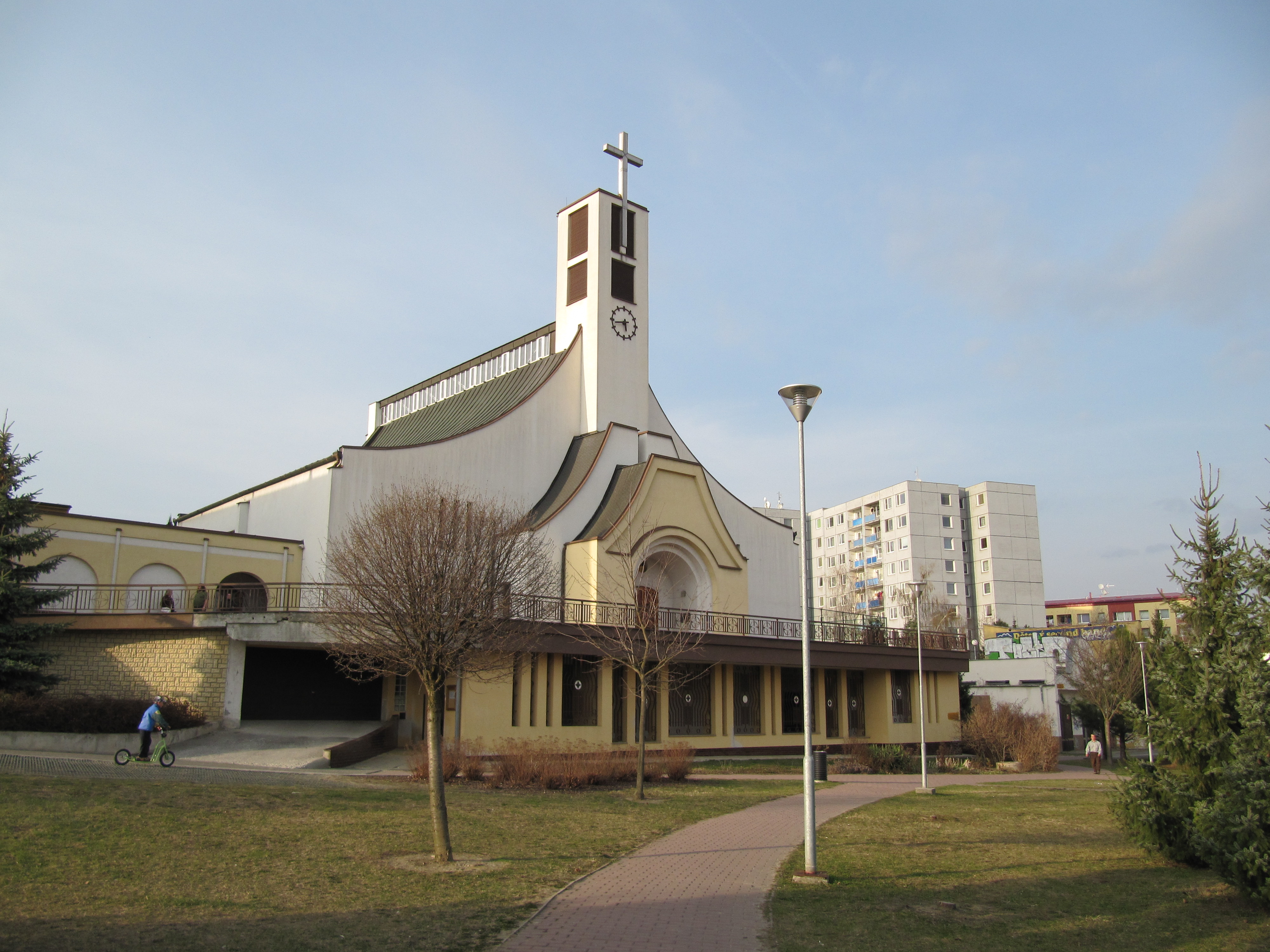
Kostel sv. Vojtěcha

- Kostel svatého Michaela archanděla – postaven v roce 1769, rozšířen 1849.
- Socha svatého Jana Nepomuckého – v novogotickém stylu z konce 19. stol. na náměstí 3. května.
- Soubor drobných sakrálních památek – kříže, kapličky a další socha sv. Jana Nepomuckého se nacházejí v různých částech města.
- Kostel svaté Anny
- Kostel svatého Vojtěcha – postaven v roce 1995 na dominantním místě náměstí 3. května podle plánu M. Korvase.
- Hotel Společenský dům – postaven v roce 1936 podle plánu Vladimíra Karfíka na půdorysu trojlisté vrtule. Jeho otevření se zúčastnil prezident Edvard Beneš.
- Socha Tomáše Bati – odlita podle originálu, který se nachází v anglickém East Tilbury.
- Na letišti – přírodní památka

## Osobnosti
- Jana Gazdíková (1943–2022), herečka
- Josef Odložil (1938–1993), atlet, olympionik
- Oldřich Svojanovský (* 1946), veslař, olympionik
- Pavel Svojanovský (* 1943), veslař, olympionik
- Josef Antonín Zentrich (1941–2012), bylinkář, léčitel a publicista
- Viktor Javořík (* 1993), herec
- Pavla Gajdošíková (* 1991), herečka a zpěvačka

## Obyvatelstvo

Věková struktura obyvatel obce Otrokovice roku 2011
Rodinný stav obyvatel obce Otrokovice roku 2011
Vzdělání obyvatel obce Otrokovice roku 2011

## Průmysl
Nachází se zde především závod na výrobu pneumatik Continental Barum a výrobce světoznámých sportovních letadel značky Zlín – společnost Moravan. Otrokovice jsou unikátní množstvím průmyslu, který se soustředí primárně v areálu Toma.

## Doprava
Kromě běžných druhů dopravy je ve městě situováno také soukromé vnitrostátní letiště a nové přístaviště Baťova plavebního kanálu.

### Silniční doprava
Přes Otrokovice prochází severojižním směrem silnice I/55 (Olomouc – Břeclav – Rakousko), ze které se odpojuje směrem na východ silnice I/49 (směr Zlín a Slovensko). Silnice I/55 je postupně nahrazována dálnicí D55, jedním z jejich prvních úseků byl severovýchodní obchvat Otrokovic o délce 3 km zprovozněný 27. října 2006. Výstavba navazující jihovýchodní části obchvatu začala v říjnu 2018 a dokončena by měla být v říjnu 2021.

### Železniční doprava
Železniční stanice Otrokovice plní úlohu hlavního železničního terminálu pro zlínskou aglomeraci. Prochází tudy trať Přerov–Břeclav, součást druhého železničního koridoru. Se Zlínem jsou Otrokovice propojeny jednokolejnou dráhou do Vizovic. Společnost LEO Express provozuje moderní vlaky, které jezdí denně na trase mezi Starým Městem u Uherského Hradiště a Prahou a v Otrokovicích na nádraží zastavují.

### Městská hromadná doprava
Městskou hromadnou dopravu v Otrokovicích provozuje Dopravní společnost Zlín-Otrokovice, která zajišťuje jak dopravu autobusovou tak i dopravu trolejbusovou. Otrokovice jsou se Zlínem propojeny meziměstskou trolejbusovou tratí, která je v Otrokovicích ukončena před nádražím. Autobusy i trolejbusy jsou společně se železniční tratí Otrokovice – Zlín – Vizovice začleněny do integrovaného dopravního systému.

### Cyklistická doprava
Město se příhodně nachází v těsné blízkosti přírodního parku Chřiby. Vrchnatou krajinu, zajímavý a rozmanitý terén ocení i nároční cyklisté. Přes město, podél řeky Moravy, vede dálková (314 km) Moravská stezka č. 4 z Jeseníku do Mikulova. V okolí lze najít různě náročné a dlouhé cyklistické trasy a několik freeride/downhill tratí kolem kopce Tresný (tam se výrazně doporučují chrániče končetin a integrální přilba).

## Sport

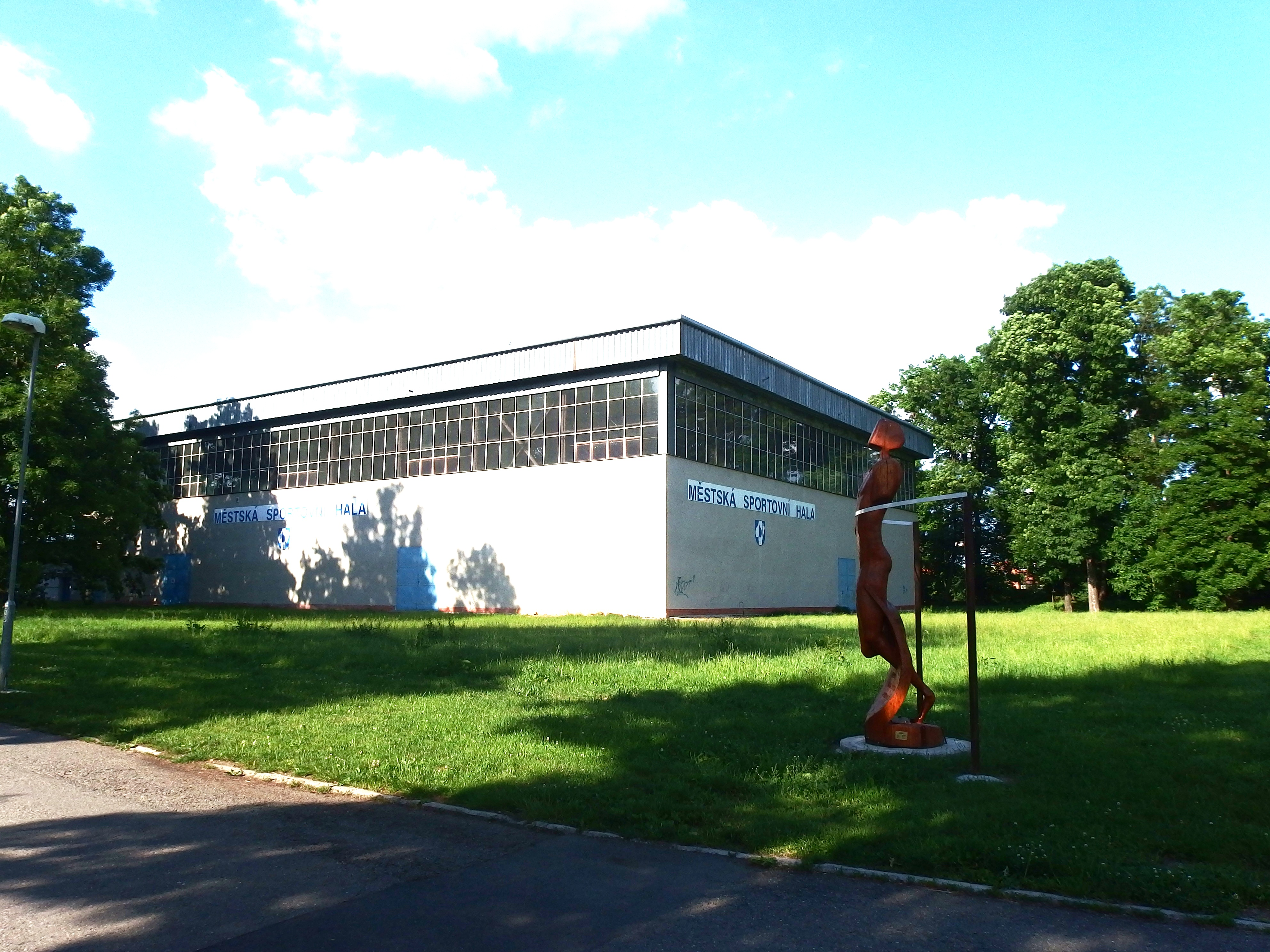
Městská sportovní hala, domovská půda otrokovických Panterů

Fotbalový klub FC Zlínsko (dříve SK Kvitkovice, Viktoria, Tatran, Moravan), hraje na třetí ligové úrovni, tedy o dvě soutěže výše než kdysi slavnější konkurent. K domácím zápasům nastupuje ve Sportovní areálu Trávníky, který má kapacitu 1500 diváků.
Dalším fotbalovým klubem v Otrokovicích je SK Baťov 1930 odehrál jeden ročník v nejvyšší soutěži (1964/1965), pod názvem TJ Jiskra Otrokovice. Ve druhé lize se klub objevil naposled v ročníku 1965/1966, ve třetí nejvyšší soutěži hrál naposled v sezoně 1977/1978. Nyní působí ve Zlínském krajském přeboru. Své domácí zápasy odehrává ve Sportovním areálu Baťov. Ligu Otrokovice kdysi hrávali ale jinde, na stadionu Jiskra.
Největšími úspěchy se v novodobé éře může však pochlubit florbalový klub Panthers Otrokovice. Jeho domovským stánkem je Městská sportovní hala. Mužský A tým hraje v 1. lize mužů (druhá nejvyšší soutěž). Největším úspěchem týmu byla účast v semifinále Superligy florbalu a konečné čtvrté místo v sezóně 2013/2014. Tým také získal stříbro v Poháru Českého florbalu v ročníku 2013. V minulosti měl oddíl i ženský tým, který hrál jednu sezónu (2002/2003) nejvyšší soutěž. Postoupit do Extraligy mohl tým i pro sezónu 2009/2010, ale nepodal přihlášku.

## Zajímavost

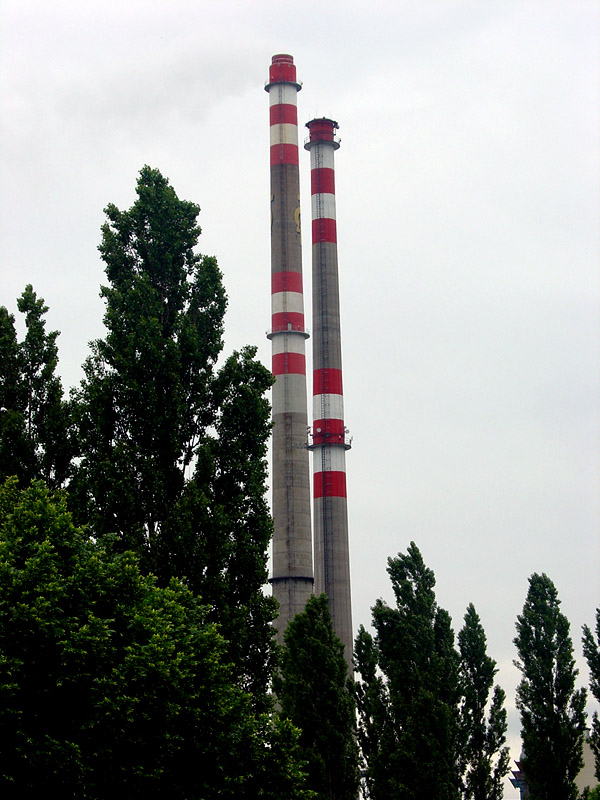
Komíny Teplárny Otrokovice

- Vyšší ze dvou komínů Teplárny Otrokovice je se svými 170 m 40. nejvyšší stojící stavbou v Česku.

## Partnerská města
- Dubnica nad Váhom, Partizánske, Slovensko
- Zawadzkie, Polsko
- Vác, Maďarsko